# Otto Kernberg
Otto Friedmann Kernberg (Vienna, 10 settembre 1928) è uno psichiatra e psicoanalista austriaco con cittadinanza statunitense.
Insegna attualmente psichiatria al Cornell University Medical College di New York; è stato inoltre presidente onorario e didatta dell'International Psychoanalytical Association (IPA).
Nel 1939 la sua famiglia si trasferì in Cile per scappare dal regime nazista imperante in Germania. Studiò inizialmente biologia e medicina, quindi psichiatria e psicoanalisi presso la Società cilena di Psicoanalisi. Otto Kernberg è uno dei più importanti psicoanalisti contemporanei: il suo nome viene associato alla concezione psicoanalitica del disturbo narcisistico di personalità e dell'organizzazione borderline di personalità, oltre che alla sistematizzazione della moderna psicoanalisi, fondata sulla nozione di relazione oggettuale, attraverso cui ha integrato, in un'unica concezione, tre modelli psicoanalitici distinti: la teoria pulsionale di Freud, la teoria di Melanie Klein e di William R. D. Fairbairn e la psicologia dell'Io di Margaret Mahler e di Edith Jacobson.

## Teorie

### La concezione evolutiva della personalità
Kernberg fece sua la concezione della psicologia dell'Io che vedeva il bambino, nei primi mesi di vita, in balia di correnti affettive piacevoli o spiacevoli. Inizialmente il bambino non riesce a distinguere il Sé dal non-sé, quindi non percepisce la madre come persona separata, piuttosto si sente fuso a essa. 
Successivamente, la fusione lascia il posto alla differenziazione del sé dell'infante dall'immagine della madre che fornisce le cure. È questo il primo, importantissimo stadio da raggiungere; coloro che non riescono ad approdare a questo stadio avranno una particolare predisposizione allo sviluppo della schizofrenia, la quale presenta, tra i principali sintomi, allucinazioni, deliri, angosce psicotiche di disintegrazione.
Il bambino che ha adeguatamente acquisito il senso della separatezza del Sé dall'oggetto (la psicoanalisi chiama "oggetto" le persone interiorizzate dal bambino, quindi inizialmente la madre e successivamente tutte le altre figure significative) utilizza però un primitivo meccanismo di difesa: la scissione. Difatti, nonostante le immagini del Sé e dell'oggetto siano state differenziate, esse coesistono in maniera scissa nel bambino, e la scissione è di tipo affettivo. Ciò significa che l'immagine del Sé buono, gratificato, pieno d'amore, viene tenuta affettivamente distinta dall'immagine del Sé cattivo, che prova odio, che sperimenta rabbia distruttiva; la stessa cosa vale per le immagini dell'oggetto, l'oggetto buono, che gratifica i desideri del bambino, viene tenuto distinto dall'oggetto cattivo, quello che frustra i suoi bisogni. È un bene che inizialmente il bambino utilizzi questo meccanismo di difesa, ma col tempo egli dovrà abbandonarlo, e lo farà nel momento in cui comincerà a relazionarsi alle persone (inizialmente la madre) come degli "oggetti interi", che possono essere sia buoni sia cattivi. Il superamento della scissione permette quindi di vedere le persone in maniera tridimensionale, permette di riunire le immagini scisse che precedentemente popolavano il mondo psichico del bambino, e fa sì che le pulsioni libidiche e aggressive si fondano per dar luogo ad affetti più temperati, meno estremi.
Superata la scissione, per Kernberg lo stadio successivo è quello descritto dalla teoria freudiana delle nevrosi. Kernberg, però, pur adottando il punto di vista freudiano del conflitto pulsionale, cambia concezione riguardo al concetto stesso di pulsione, spostando l'attenzione dal corpo (per Freud la pulsione era qualcosa che stava a metà tra lo psichico e il somatico) all'interazione: per Kernberg la pulsione, pur avendo delle predisposizioni costituzionali, si dipana a partire dalle prime relazioni oggettuali, quindi nasce dalla relazione del bambino con le figure significative. In questo sistema teorico il bambino inizialmente non ha delle vere e proprie pulsioni organizzate: egli ha degli stati affettivi che possono essere di natura piacevole o spiacevole. Nel corso del tempo questi stati affettivi formano le due pulsioni, quella libidica e quella aggressiva; la pulsione libidica nasce dall'interazione con gli altri vissuti come gratificanti, quella aggressiva si forma nell'interazione con gli altri vissuti come non gratificanti, fonte di odio e insoddisfazione. Da questo punto di vista Kernberg non fa altro che integrare la teoria freudiana pulsionale con le più recenti teorie delle relazioni oggettuali di Melanie Klein e Fairbairn e con la psicologia dell'Io di Margaret Mahler e Edith Jacobson. Mentre Freud analizzava la personalità dell'individuo sulla base del livello di gratificazione pulsionale dominante (ad es. livello orale), Kernberg l'analizza principalmente sulla base della qualità delle relazioni oggettuali interne del paziente. Il paziente nevrotico, che ha superato la distinzione del Sé dall'altro e la scissione delle immagini del Sé e dell'oggetto, avrà dei conflitti di natura pulsionale, dal momento che le sue relazioni oggettuali si saranno costituite in maniera soddisfacente. Al contrario, il paziente borderline avrà dei conflitti riguardanti le immagini del Sé e. . . Scopritelo!

### Il disturbo narcisistico di personalità
Nella concettualizzazione del disturbo narcisistico di personalità Kernberg si differenzia sostanzialmente da un altro grande autore, Heinz Kohut, e questa differenziazione determina un dibattito all'interno della psicoanalisi ancora parzialmente irrisolto. Mentre Kohut credeva che i pazienti narcisistici abbiano avuto un arresto evolutivo determinato da una carenza di risposte empatiche da parte dei genitori, per Kernberg il paziente narcisista è straordinariamente simile al paziente borderline. L'unica differenza tra la condizione narcisistica e quella borderline deriva dal fatto che il narcisista ha un Sé grandioso, integrato e strutturato ma sostanzialmente patologico; ciò spiega come mai questi pazienti abbiano un buon funzionamento nonostante facciano uso prevalentemente di meccanismi di difesa primitivi, quali la scissione, l'identificazione proiettiva, l'idealizzazione, l'onnipotenza, il diniego. Il Sé grandioso evita anche lo svilupparsi, nei pazienti narcisistici, di problemi di debolezza dell'Io, comuni invece nelle personalità borderline. A posteriori, sembra che i due tipi di pazienti narcisistici descritti dai due autori siano effettivamente da ascrivere a patologie differenti, o perlomeno a differenti sfumature della stessa patologia. Mentre Kohut aveva descritto un narcisista (definito da alcuni autori ipervigile) maggiormente sensibile alle reazioni degli altri, più inibito e sensibile alle critiche, Kernberg aveva descritto un narcisista (definito inconsapevole) maggiormente regredito, che non è consapevole delle reazioni degli altri, più arrogante, meno sensibile alla critica a causa della enorme distanza che lo separa emotivamente dagli altri. Il narcisista inconsapevole viene quasi a coincidere con il disturbo narcisistico di personalità del DSM-IV.

### L'organizzazione borderline di personalità
Kernberg, con questa espressione, circoscrive un gruppo di pazienti, con diversi disturbi di personalità, accomunati da alcune caratteristiche, quali la debolezza dell'Io, le relazioni oggettuali problematiche e l'uso di meccanismi di difesa primitivi. Tra i meccanismi di difesa maggiormente utilizzati dai soggetti di "area borderline" vi sono la scissione e l'identificazione proiettiva, tramite il quale parti scisse del Sé o dell'oggetto vengono proiettate sugli altri per controllarli. All'interno dell'organizzazione borderline, Kernberg include diversi disturbi quali, appunto, il borderline, lo schizoide, lo schizotipico, il paranoide, il narcisistico, l'ipocondriaco, l'antisociale, ecc. Tutti questi disturbi presentano gravi problemi nelle relazioni interpersonali, diffusione di identità, problemi nelle relazioni intime, mancanza di obiettivi concreti sia nel lavoro sia nella vita. Kernberg propone una sistematizzazione dei disturbi di personalità che integra la diagnosi categoriale del DSM-IV con la diagnosi evolutiva di stampo più prettamente psicoanalitico. Tramite questo sistema egli posiziona i disturbi di personalità all'interno di un grafico a doppio asse, dove sull'ascisse abbiamo la gravità del disturbo (psicotico, borderline, nevrotico) e sull'ordinata le caratteristiche temperamentali che connotano il disturbo stesso (introversione-estroversione). Quindi identifica due disturbi come dei "prototipi": il disturbo schizoide di personalità, che si colloca sul versante dell'introversione, e il disturbo borderline di personalità, maggiormente spinto verso l'estroversione. Da questi due disturbi principali parte tutta una serie di altre condizioni patologiche, a seconda che ci sia più o meno introversione, più o meno gravità del disturbo, e a seconda dei meccanismi di difesa utilizzati. Kernberg vede perciò i vari disturbi di personalità come collocati lungo un continuum; ad es. un aumento dell'aggressività innata collega lo schizoide al paranoide (in cui domina l'identificazione proiettiva), e da qui un'interiorizzazione dell'aggressività all'interno di un Super-Io sadico collega il disturbo paranoide al disturbo ossessivo-compulsivo, il quale si trova già a un livello nevrotico, quindi migliore, di funzionamento.

## La paranoiagenesi secondo Kernberg
Kernberg ha studiato i processi gruppali nelle organizzazioni ( Otto Kernberg, Le Relazioni nei Gruppi, Milano, Raffaello Cortina, 1999.) individuando i fattori che possono determinare la paranoiagenesi. Secondo l'autore, uno dei fattori principali indice di paranoiagenesi è il grado di importanza che hanno le persone paranoidi in un particolare periodo storico dell'azienda.
I fattori che possono incrementare la paranoiagenesi sono:
- Scarsità, riduzione delle risorse
- Politica
- Discrepanza tra scopi prefissati e struttura istituzionale
- Incompetenza del leader (intesa come mancanza di onesta, incorruttibilità, sana attitudine paranoide anticipatoria, sano narcisismo, capacità di stabilire relazioni profonde, capacità di mantenere relazioni oggettuali profonde)
- Identificazione proiettiva
- Tradimento
- Narcisismo Maligno
- Processi Proiettivi

## Psicoanalisti abusanti
In un libro intervista, il dott. Kernberg esprime la sua opinione sugli abusi sessuali perpetrati dagli psicoterapeuti a danni dei pazienti:
(Manfred Lütz, Dottor Kernberg, a cosa serve la psicoterapia? Riflessioni e ricordi di un grande clinico)